# فيكوبيسانو
فيكوبيسانو هي كومونا (بلدية) في مقاطعة بيزا في منطقة توسكانا الإيطالية، وتقع على بعد حوالي 50 كيلومتر (31 ميل) غرب فلورنسا وحوالي 15 كيلومتر (9 ميل) شرق بيزا، وتشغل مساحة الوادي السابق لنهر أرنو (الذي يتدفق الآن على بعد بضعة كيلومترات جنوبًا)، ويحدها من الشمال مونتي بيسانو.

## تاريخها
وفي العصور الوسطى، كانت البلدية مركزًا مزدهرًا معززًا لجمهورية بيزا، وقد اُحتلت من فلورنسا في عام 1406، وبها قلعة (روكا نوڤا) التي صممها فيليبو برونليسكي، وتم بناؤها في عام 1434.

## جغرافيتها
وتتشارك البلدية حدودها مع البلديات التالية: بينتينا وباتي وكالسي وكالسينايا وكاشينا وسان جوليانو تيرمي. وتضم بعض قرى (فرازيوني) الصغيره من كابرونا وكوسيلينا ولوجنانو ونوسي وسان جيوفاني ألا ڤينا وأولوليانا.

## اقتصادها
وتشمل الأنشطة الاقتصادية صناعة السيراميك والميكانيكا (بياجيو) وتعبئة المياه المعدنية، كما تعتمد الزراعة فيها على زيت الزيتون والحبوب.

## المعالم السياحية
- قلعة برونيلسكي روكا ومرفق بها كنيسة رومانية تعود للقرن الثاني عشر.
- 12 برج من القرون الوسطى.
- كنيسة بيفي دي سانتا ماريا (من القرن الثاني عشر) وبها لوحات جدارية من القرن الثالث عشر.
- كنيسة بيفي دي سان جاكوبو.
- قصر بريتوريو (من القرن الثاني عشر).
- قصر ديلا فيكيا بوستا (من القرن الثاني عشر).
- فيلا فهر.

## صالة عرض

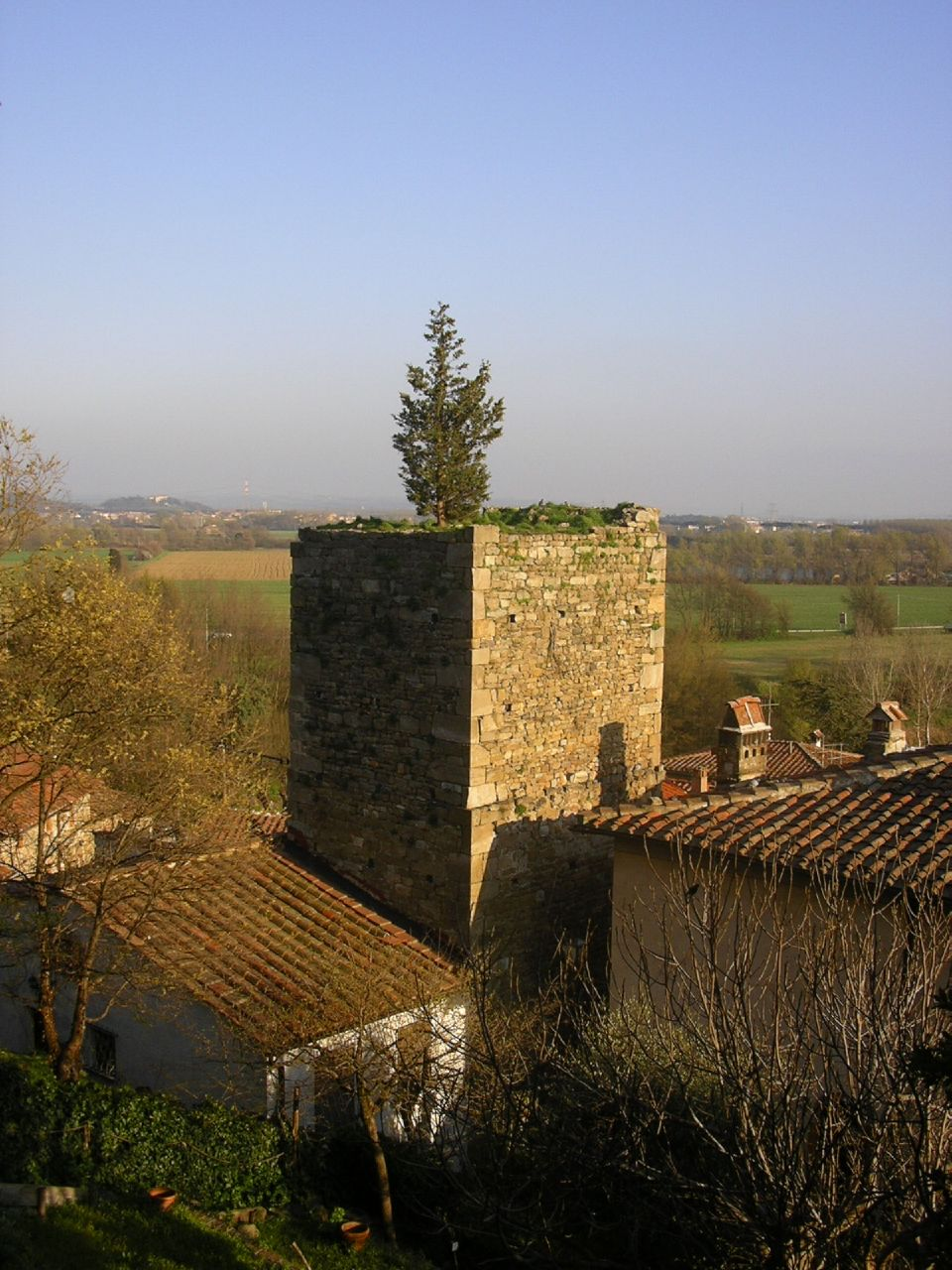
أحد أبراج فيكوبيسانو
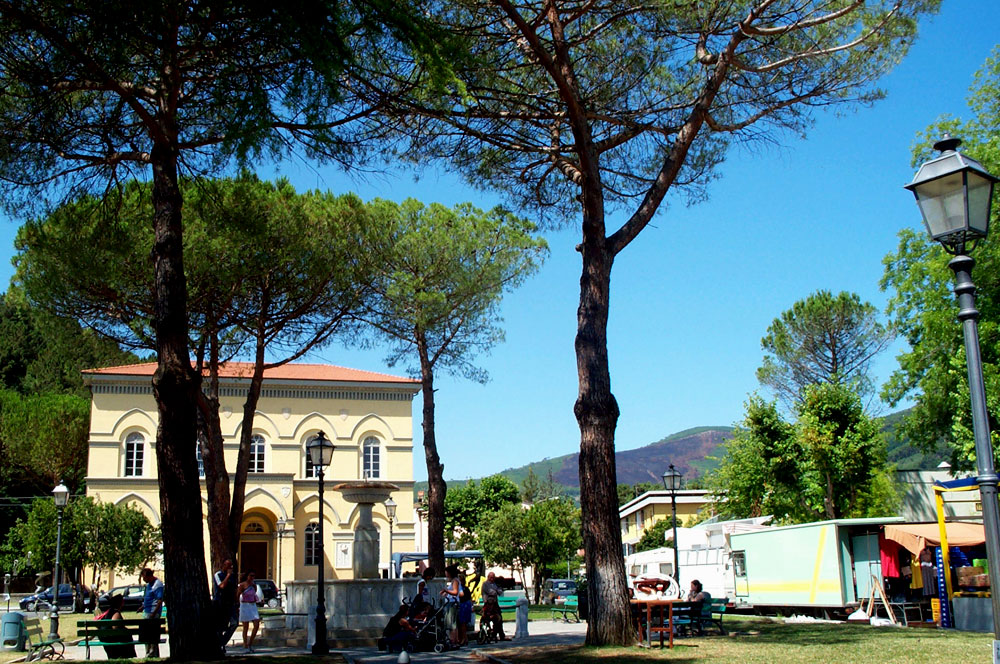
ساحة البلدة المركزية

## مشاهير
- دومينيكو كافالكا (1270-1342)، كاتب.

## روابط خارجية
- باللغة الإيطالية Vicopisano official website
- باللغة الإيطالية Vicopisano tourist portal